# Zwevegem
Zwevegem é um município belga situado na província de Flandres Ocidental. O município compreende as vilas de Heestert, Moen, Otegem, Sint-Denijs e Zwevegem propriamente dita. Em 1 de Janeiro de 2018, o município tinha uma população de  24.656 habitantes, uma área total de  63.24 km² a que correspondia a uma densidade populacional de   376 habitantes por km².
A Companhia Bekaert foi  fundada  em Zwevegem pelo Barão Leon Leander Bekaert.

## Geografia

Mapa de Zwevegem:
Vilas (deelgemeenten) do município:
I. Zwevegem
II. Sint-Denijs
III. Moen
IV. Heestert
V. Otegem
(VI.) Kappaert
(VII.) Zwevegem-Knokke
Vilas vizinhas e cidades:
a. Harelbeke (em Harelbeke)
b. Deerlijk (em Deerlijk)
c. Vichte (em Anzegem)
d. Ingooigem (em Anzegem)
e. Tiegem (em Anzegem)
f. Waarmaarde (em Avelgem)
g. Avelgem (em Avelgem)
h. Outrijve (em Avelgem)
i. Bossuit (em Avelgem)
j. Helkijn (em Spiere-Helkijn)
k. Spiere (em Spiere-Helkijn)
l. Kooigem (em Kortrijk)
m. Bellegem (em Kortrijk)
n. Kortrijk (em Kortrijk)
As áreas em laranja são urbanas; as outras áreas são rurais, com baixa densidade populacional.